# Quản trị nhân sự
Quản trị Nhân sự hay là Quản trị Nhân lực hoặc Quản lý Nguồn nhân lực là công tác quản lý  các lực lượng lao động của một tổ chức, công ty, xã hội, nguồn nhân lực. Chịu trách nhiệm thu hút, tuyển dụng, đào tạo, đánh giá, và tưởng thưởng người lao động, đồng thời giám sát lãnh đạo và văn hóa của tổ chức, và bảo đảm phù hợp với luật lao động và việc làm.

## Khái niệm về quản trị nhân sự
Khái niệm về nhân sự:
Bao gồm tất cả các tiềm năng của con người trong  tổ chức hay xã hội (kể cả những thành viên trong ban lãnh đạo doanh nghiệp) tức là tất cả các thành viên trong doanh nghiệp sử dụng kiến thức, khả năng, hành vi ứng xử và giá trị đạo đức để thành lập, duy trì và phát triển doanh nghiệp.
- Khái niệm về quản trị nhân sự:

Mỗi hình thái kinh tế xã hội đều gắn liền với một phương thức sản xuất nhất định, xu hướng của quản trị ngày càng phức tạp cùng với sự phát triển ngày càng cao của nền kinh tế xã hội. Trên thị trường ngày nay, các doanh nghiệp đang đứng trước thách thức phải tăng cường tối đa hiệu quả cung cấp các sản phẩm dịch vụ của mình. Điều này đòi hỏi phải có sự quan tâm tới chất lượng sản phẩm và dịch vụ, tới các phương thức Marketing và bán hàng tốt cũng như các quy trình nội bộ hiệu quả. Các doanh nghiệp hàng đầu thường cố gắng để tạo sự cân bằng giữa tính chất nhất quán và sự sáng tạo. Để đạt được mục tiêu này, họ dựa vào một số tài sản lớn nhất của mình đó chính là “nguồn nhân lực”.
Công tác quản trị nhân sự giúp tìm kiếm, phát triển và duy trì đội ngũ nhân viên và quản lý chất lượng - những người tham gia tích cực vào sự thành công của công ty. Các tổ chức trông mong vào các nhà chuyên môn về quản trị nhân sự giúp họ đạt được hiệu quả và năng suất cao hơn với một hạn chế về lực lượng lao động. Một trong những yêu cầu chính của quản trị nhân sự là tìm ra đúng người, đúng số lượng và đúng thời điểm trên các điều kiện thỏa mãn cả doanh nghiệp và nhân viên mới. Khi lựa chọn được những người có kỹ năng thích hợp làm việc ở đúng vị trí thì cả nhân viên lẫn công ty đều có lợi.
Quản lý nhân sự được hiểu là những tác động hợp quy luật của chủ thể quản lý nhân sự đến các khách thể quản lý nhân sự nhằm đạt được các mục tiêu quản lý nhân sự đã đề ra.
Quản lý nhân sự là lĩnh vực theo dõi, hướng dẫn điều chỉnh, kiểm tra sự trao đổi chất (năng lượng, thần kinh, bắp thịt,...) giữa con người và các yếu tố vật chất của tự nhiên (công cụ, đối tượng lao động, năng lượng,...) trong quá trình tạo của cải vật chất, tinh thần để thỏa mãn nhu cầu của con người nhằm duy trì, bảo vệ, sử dụng và phát triển tiềm năng vô hạn của con người. Không một hoạt động nào của tổ chức mang lại hiệu quả nếu thiếu quản lý nhân sự. Hay nói cách khác, mục tiêu của bất kỳ tổ chức nào cũng là nhằm sử dụng một cách có hiệu quả nhân sự của tổ chức để đạt mục tiêu đặt ra.

## Một số trường ĐH đào tạo về quản trị nhân sự
Ngành Quản trị Nhân lực hay còn được gọi là ngành “khai thác nguồn tài nguyên con người”. Ngành này không chỉ đơn thuần đào tạo cho người học những kiến thức tổng quan và chuyên sâu về nguồn nhân lực, xử lý các công việc hằng ngày, nắm bắt mối quan hệ tương tác giữa con người với con người, triển khai những công tác về điều hành, quản lý hành chính, nhân sự, thực hiện các chính sách lao động, các kiến thức liên quan đến quy trình đánh giá nhân lực, quản trị nhân sự, tuyển dụng và đào tạo nhân sự, các nguyên lý quản trị kinh tế.
Bên cạnh đó, ở các trường Đại học, sinh viên học ngành Quản trị Nhân lực được chú trọng đào tạo các kỹ năng, sinh viên được hình thành những thói quen tốt, cọ xát trong nhiều môi trường khác nhau như: Trường Đại học Công đoàn, Trường Đại học Lao động - Xã hội Hà Nội, Trường Đại học Lao động - Xã hội (CSII) Thành phố Hồ Chí Minh, Trường Đại học Kinh tế - Tài chính Thành phố Hồ Chí Minh, Trường Đại học Kinh tế Thành phố Hồ Chí Minh, Trường Đại học Kinh tế Quốc dân Hà Nội,... Tại đây, sinh viên được học rất nhiều kỹ năng như: kỹ năng tuyển dụng nhân sự hiệu quả, kỹ năng quản lý con người, kỹ năng làm việc nhóm hiệu quả, kỹ năng giao tiếp, kỹ năng giải quyết vấn đề, nghệ thuật lãnh đạo,… phục vụ tối đa cho ngành học.
Song song đó, kỹ năng ngoại ngữ được đặc biệt chú trọng trong môi trường chuẩn quốc tế, khi lựa chọn đầu tư kiến thức tại Trường Đại học Kinh tế - Tài chính Thành phố Hồ Chí Minh (UEF), bạn sẽ thường xuyên tiếp cận với tiếng Anh chuyên ngành cũng như tiếng Anh giao tiếp.
Khi học Quản trị Nhân lực, bạn có thể tham khảo những môn học tiêu biểu của ngành này như: Dân số và phát triển, dân số học, tâm lý học quản lý, các nguyên lý quản trị và kinh tế học cơ bản, quy trình đánh giá hoạt động và trả lương, các nguyên tắc quản lý nhân sự cơ bản và nâng cao, quy trình ký kết hợp đồng lao động và thỏa ước lao động tập thể,…
Sinh viên được tham gia vào các buổi chuyên đề cho các môn học chuyên ngành như Quản trị nguồn nhân lực, Tuyển dụng với các báo cáo viên là nhà quản lý giàu kinh nghiệm đến từ các doanh nghiệp chia sẻ; Các buổi hội thảo, tọa đàm mang tính đặc thù ngành như HR 360 độ, Stress Overcoming, Employer Branding, Truyền thông nội bộ,… qua đó sinh viên được học hỏi kinh nghiệm từ các diễn giả, chuyên gia trong lĩnh vực nhân sự.

## Tầm quan trọng
Sự tồn tại và phát triển của một doanh nghiệp phụ thuộc rất lớn vào việc khai thác và sử dụng có hiệu quả các nguồn lực: vốn, cơ sở vật chất, tiến bộ khoa học kỹ thuật, người lao động, các yếu tố này có mối quan hệ mật thiết với nhau và tác động lại với nhau. Những yếu tố như:  máy móc thiết bị, của cải vật chất, công nghệ kỹ thuật đều có thể mua được, học hỏi được, sao chép được, nhưng con người thì không thể. Vì vậy có thể khẳng định rằng quản trị nhân sự có vai trò thiết yếu đối với sự tồn tại và phát triển của doanh nghiệp .
Con người, với khả năng sáng tạo, lao động cần cù siêng năng của mình, đã phát minh ra những dụng cụ từ ban đầu là thô sơ cho đến phát triển công nghệ cao, khoa học kỹ thuật cao như ngày nay đã phục vụ được nhu cầu bản thân và phát triển xã hội.
	Quản trị Nhân sự góp phần vào việc giải quyết các mặt kinh tế xã hội của vấn đề lao động. Đó là một vấn đề chung của xã hội, mọi hoạt động kinh tế nói chung đều đi đến một mục đích sớm hay muộn là làm sao cho người lao động hưởng thành quả do họ làm ra.
	Quản trị Nhân sự gắn liền với mọi tổ chức, bất kỳ một cơ quan tổ chức nào cũng cần phải có bộ phận nhân sự. Quản trị nhân sự  là một thành tố quan trọng của chức năng quản trị, nó có gốc rễ và các nhánh trải rộng khắp nơi trong mọi tổ chức. Quản trị Nhân sự  hiện diện ở khắp các phòng ban, bất cứ cấp quản trị nào cũng có nhân viên dưới quyền vì thế đều phải có quản trị nhân sự. Cung cách quản trị nhân sự  tạo ra bầu không khí văn hoá cho một doanh nghiệp . Đây cũng là một trong những yếu tố quyết định đến sự thành bại của một doanh nghiệp .

## Nhân tố ảnh hưởng
Môi trường bên ngoài
	Khung cảnh kinh tế:  Tình hình kinh tế và thời cơ kinh doanh ảnh hưởng lớn đến quản lý nhân sự. Khi có biến động về kinh tế thì doanh nghiệp phải biết điều chỉnh các hoạt động để có thể thích nghi và phát triển tốt. Cần duy trì lực lượng lao động có kỹ năng cao để khi có cơ hội mới sẽ sẵn sàng tiếp tục mở rộng kinh doanh. Hoặc nếu chuyển hướng kinh doanh sang mặt hàng mới, cần đào tạo lại công nhân. Doanh nghiệp một mặt phải duy trì các lao động có tay nghề, mặt khác để giảm chi phí lao động thì doanh nghiệp phải cân nhắc việc giảm giờ làm việc, cho nhân viên tạm nghỉ việc hoặc giảm phúc lợi.
	Dân số, lực lượng lao động: Tình hình phát triển dân số với lực lượng lao động tăng đòi hỏi phải tạo thêm nhiều việc làm mới; ngược lại sẽ làm lão hóa đội ngũ lao động trong công ty và khan hiếm nguồn nhân lực.
	Luật pháp cũng ảnh hưởng đến quản lý nhân sự, ràng buộc các doanh nghiệp trong việc tuyển dụng, đãi ngộ người lao động: đòi hỏi giải quyết tốt mối quan hệ về lao động.
	Văn hoá - xã hội: Đặc thù văn hóa - xã hội của mỗi nước, mỗi vùng cũng ảnh hưởng không nhỏ đến quản lý nhân sự với nấc thang giá trị khác nhau, về giới tính, đẳng cấp...
	Khoa học kỹ thuật công nghệ phát triển đặt ra nhiều thách thức về quản lý nhân sự; đòi hỏi tăng cường việc đào tạo, đào tạo lại nghề nghiệp, sắp xếp lại lực lượng lao động và thu hút nguồn nhân lực mới có kỹ năng cao.
	Các cơ quan chính quyền cùng các đoàn thể có ảnh hưởng đến quản lý nhân sự về những vấn đề liên quan đến chính sách, chế độ lao động và xã hội (quan hệ về lao động, giải quyết các khiếu nại và tranh chấp về lao động).
	Khách hàng mua sản phẩm và dịch vụ của doanh nghiệp, quản lý nhân viên sao cho vừa lòng khách hàng là ưu tiên nhất. Không có khách hàng tức là không có việc làm, doanh thu quyết định tiền lương và phúc lợi. Phải bố trí nhân viên đúng để có thể phục vụ khách hàng một cách tốt nhất.
	Đối thủ cạnh tranh: cũng là những nhân tố ảnh hưởng đến quản lý nhân sự. Đó là sự cạnh tranh về tài nguyên nhân lực, doanh nghiệp phải biết thu hút, duy trì và phát triển lực lượng lao động, không để mất nhân tài vào tay đối thủ.
Môi trường bên trong
	Mục tiêu của doanh nghiệp ảnh hưởng đến các hoạt động quản lý bao gồm quản lý nhân sự. Đây là một yếu tố thuộc môi trường bên trong của doanh nghiệp, ảnh hưởng tới các bộ phận chuyên môn khác nhau và cụ thể là bộ phận quản trị nhân sự..
	Chiến lược phát triển kinh doanh định hướng cho chiến lược phát triển nhân sự, tạo ra đội ngũ quản lý, chuyên gia, công nhân lành nghề và phát huy tài năng của họ.
	Bầu không khí- văn hoá của doanh nghiệp: Là một hệ thống các giá trị, niềm tin, các chuẩn mực được chia sẻ, nó thống nhất các thành viên trong một tổ chức. Các tổ chức thành công là các tổ chức nuôi dưỡng, khuyến khích sự thích ứng năng động, sáng tạo.
	Công đoàn cũng là nhân tố ảnh hưởng đến các quyết định quản lý, kể cả quyết định về nhân sự (như: quản lý, giám sát và cùng chăm lo đời sống vật chất và tinh thần của người lao động).
Nhân tố con người
	Nhân tố con người ở đây chính là nhân viên làm việc trong doanh nghiệp. Trong doanh nghiệp mỗi người lao động là một thế giới riêng biệt, họ khác nhau về năng lực quản trị, về nguyện vọng, về sở thích…vì vậy họ có những nhu cầu ham muốn khác nhau. Quản trị nhân sự phải nghiên cứu kỹ vấn đề này để để ra các biện pháp quản trị phù hợp nhất.
	Cùng với sự phát triển của khoa học- kỹ thuật thì trình độ của người lao động cũng được nâng cao, khả năng nhận thức cũng tốt hơn. Điều này ảnh hưởng tới cách nhìn nhận của họ với công việc, nó cũng làm thay đổi những đòi hỏi, thoả mãn, hài lòng với công việc và phần thưởng của họ.
	Trải qua các thời kỳ khác nhau thì nhu cầu, thị hiếu, sở thích của mỗi cá nhân cũng khác đi, điều này tác động rất lớn đến quản trị nhân sự. Nhiệm vụ của công tác nhân sự là phải nắm được những thay đổi này để sao cho người lao động cảm thấy thoả mãn, hài lòng, gắn bó với doanh nghiệp bởi vì thành công của doanh nghiệp trên thương trường phụ thuộc rất lớn vào con người xét về nhiều khía cạnh khác nhau.
Tiền lương là thu nhập chính, có tác động trực tiếp đến người lao động. Một trong những mục tiêu chính của người lao động là làm việc để được đãi ngộ xứng đáng. Vì vậy vấn đề tiền lương thu hút được sự chú ý của tất cả mọi người, nó là công cụ để thu hút lao động. Muốn cho công tác quản trị nhân sự được thực hiện một cách có hiệu quả thì các vấn đề về tiền lương phải được quan tâm một cách thích đáng.
Nhân tố nhà quản trị
	Nhà quản trị có nhiệm vụ đề ra các chính sách đường lối, phương hướng cho sự phát triển của doanh nghiệp. Điều này đòi hỏi các nhà quản trị ngoài trình độ chuyên môn phải có tầm nhìn xa, trông rộng để có thể đưa ra các định hướng phù hợp cho doanh nghiệp.
	Thực tiễn trong cuộc sống luôn thay đổi, nhà quản trị phải thường xuyên quan tâm đến việc tạo bầu không khí thân mật, cởi mở trong doanh nghiệp, phải làm cho nhân viên tự hào về doanh nghiệp, có tinh thần trách nhiệm với công việc của mình. Ngoài ra nhà quản trị phải biết khéo léo kết hợp hai mặt của doanh nghiệp, một mặt nó là một tổ chức tạo ra lợi nhuận mặt khác nó là một cộng đồng đảm bảo đời sống cho các cán bộ công nhân viên trong doanh nghiệp, tạo ra các cơ hội cần thiết để mỗi người nếu tích cực làm việc thì đều có cơ hội tiến thân và thành công.
	Nhà quản trị phải thu thập xử lý thông tin một cách khách quan, tránh tình trạng bất công vô lý gây nên sự hoang mang và thù ghét trong nội bộ doanh nghiệp. Nhà quản trị đóng vai trò là phương tiện thoả mãn nhu cầu và mong muốn của nhân viên. Để làm được điều này phải nghiên cứu nắm vững quản trị nhân sự vì quản trị nhân sự giúp nhà quản trị học được cách tiếp cận nhân viên, biết lắng nghe ý kiến của họ, tìm ra được tiếng nói chung với họ.
	Quản trị nhân sự trong doanh nghiệp có đem lại kết quả như mong muốn hay không phụ thuộc rất nhiều vào thái độ của nhà quản trị với lợi ích chính đáng của người lao động.